# Chiyou

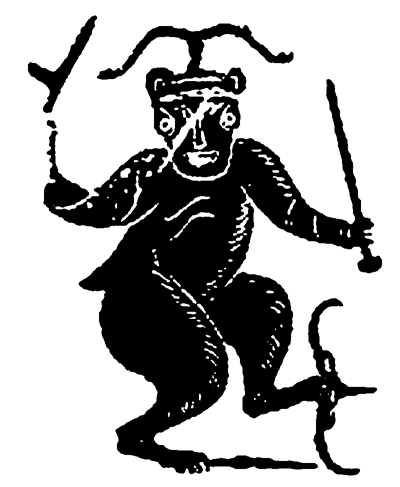
Représentation de Chiyou, dynastie Han

Chiyou 蚩尤 (p.y. : Chī Yóu ; Hmong : Txiv Yawg ; est un personnage mythique de l’antiquité chinoise, chef des Jiuli et adversaire redoutable de Huangdi et Yandi. Il était aussi jusqu’au début des Han un dieu de la guerre. Certains en font un descendant de Shennong.
Chiyou est revendiqué comme ancêtre par plusieurs ethnies non-Hans, en particulier les Miao chez qui il existe plusieurs légendes le concernant. Le nom Chiyou semble d’ailleurs provenir du hmong Txiv Yawg signifiant “grand-père” à partir du début du XXe siècle.

## Adversaire de Huangdi et Yandi
Le Shiji et le Shanhaijing mentionnent une bataille de Chiyou contre Huangdi, ou Huangdi et Yandi, chefs des Huaxia, considérés par les Hans comme leurs ancêtres. Le Shiji, ouvrage historique chinois, présente Chiyou comme un vassal rebelle et situe la bataille à Zhuolu. Selon le Shanhaijing, recueil de mythes des Royaumes combattants, Chiyou fit appel au dieu du vent Fengbo et à des shamans pour susciter une tempête, que Huandi contra avec l’aide de Ba, déesse de la sécheresse qui résidait jusque-là dans le ciel. Elle n’y est jamais remonté et cause depuis lors l’arrêt des pluies partout où elle passe. Quand il eut repris le dessus, l’Empereur jaune envoya Yinglong donner le coup de grâce à Chiyou. Dans les versions ultérieures de la légende, comme le Yunjiqiqian des Song, Chiyou crée un épais brouillard à travers lequel Huangdi guide son armée grâce au char qui montre le sud, inventé par lui-même, un conseiller, ou la Femme obscure des neuf cieux. Cette dernière est l'acolyte de Xiwangmu, qui d’après le Yongcheng jixianlu, recueil de vies d’immortelles composé sous les Tang, apparait pendant la bataille avec un corps d’oiseau et vêtue d’une peau de renard pour remettre à Huangdi le talisman des Cinq pics qui lui donnera la victoire. 
La bataille de Zhuolu est souvent relatée d’une manière développée dans des recueils de lecture à l’usage des scolaires, avec une certaine variété dans les détails selon l’auteur, du fait des divergences et de la brièveté des textes sources. 
Selon une autre version, les Jiuli (neuf Li), peuple de Chiyou, ayant changé son nom en Sanmiao, fut défait définitivement par Yu le Grand. On dit aussi que Zhuanxu, descendant de Huangdi, mit fin aux pratiques religieuses des Sanmiao pour leur imposer celles de son peuple.
Rien n’a encore pu confirmer que l’ancienne préfecture de Zhuolu située au Hebei à la frontière du Liaoning est bien le site de l’antique bataille. L'endroit est néanmoins devenu depuis les années 90 un site touristique sur le thème des trois héros Huangdi, Yandi et Chiyou, qui y ont chacun sa statue et des sites naturels portant leur nom.

## Dieu de la guerre
Il semble que Chiyou, du fait de sa réputation militaire, soit devenu un dieu de la guerre chez les Hans également. On prétend en effet qu’il était si redoutable qu’après sa mort Huangdi fit placer son effigie partout pour tenir en respect la population. Il était encore honoré à la fin du IIIe siècle av. J.-C., puisque Han Gaozu lui rendit un culte avant une bataille contre Xiang Yu ; il semble ensuite disparaitre du panthéon chinois. On lui prête en particulier l’invention des armes de fer et de bronze, ce que certains historiens interprètent comme le fait que les Jiuli étaient plus avancés que les Huaxia dans le domaine de la métallurgie. On lui attribuait 81 ou 72 frères, six bras, quatre yeux, une tête de métal de forme bovine, des sabots ; il se nourrissait de pierres. 
En Corée, Gye Yeonsoo publia en 1911 Hwandan Gogi, un ouvrage historique controversé qui fait de Chi You le 14e empereur de l’empire de Baedal sous le nom de Jaoji-Hwanoong. Il situait sa tombe au Shandong et prétendait que chaque année en juillet, un drapeau rouge, symbole de son armée, y apparaissait mystérieusement. L’amiral Yi Sun-sin lui aurait rendu un culte.